# Ermitage Korennaïa
L'ermitage Korennaïa ou monastère de la Nativité-de-la-Mère-de-Dieu de Koursk Korennaïa est un monastère d'hommes de l'éparchie de Koursk de l'Église orthodoxe russe, situé dans le raïon de Zolotoukhino de l'oblast de Koursk, fédération de Russie. Il a été fondé en 1597 à l'emplacement de la découverte de l'icône Korennaïa de la Mère de Dieu de Koursk, appelée aussi Icône de Notre-Dame du Signe de Koursk.
Chaque année, une procession de milliers de pèlerins accompagne le transfert de l'icône depuis le monastère de la Mère-de-Dieu du Signe à Koursk jusqu'à l'ermitage Korennaïa situé au nord de la ville, à une vingtaine de kilomètres. Cette procession est représentée dans le tableau du peintre russe Ilia Répine Procession religieuse dans la province de Koursk.

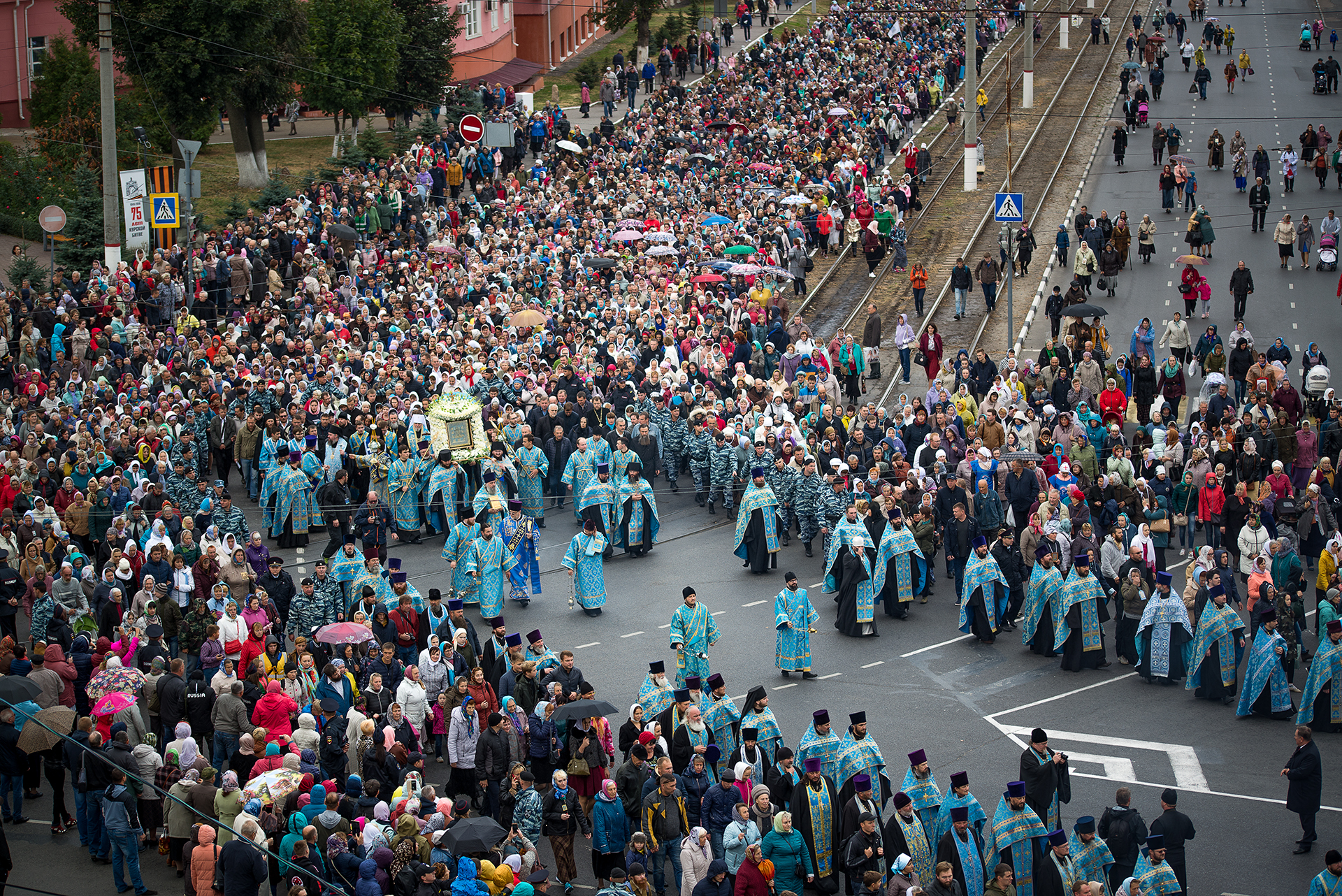
Pèlerinage annuel, le 28 septembre 2018 à Koursk en Russie
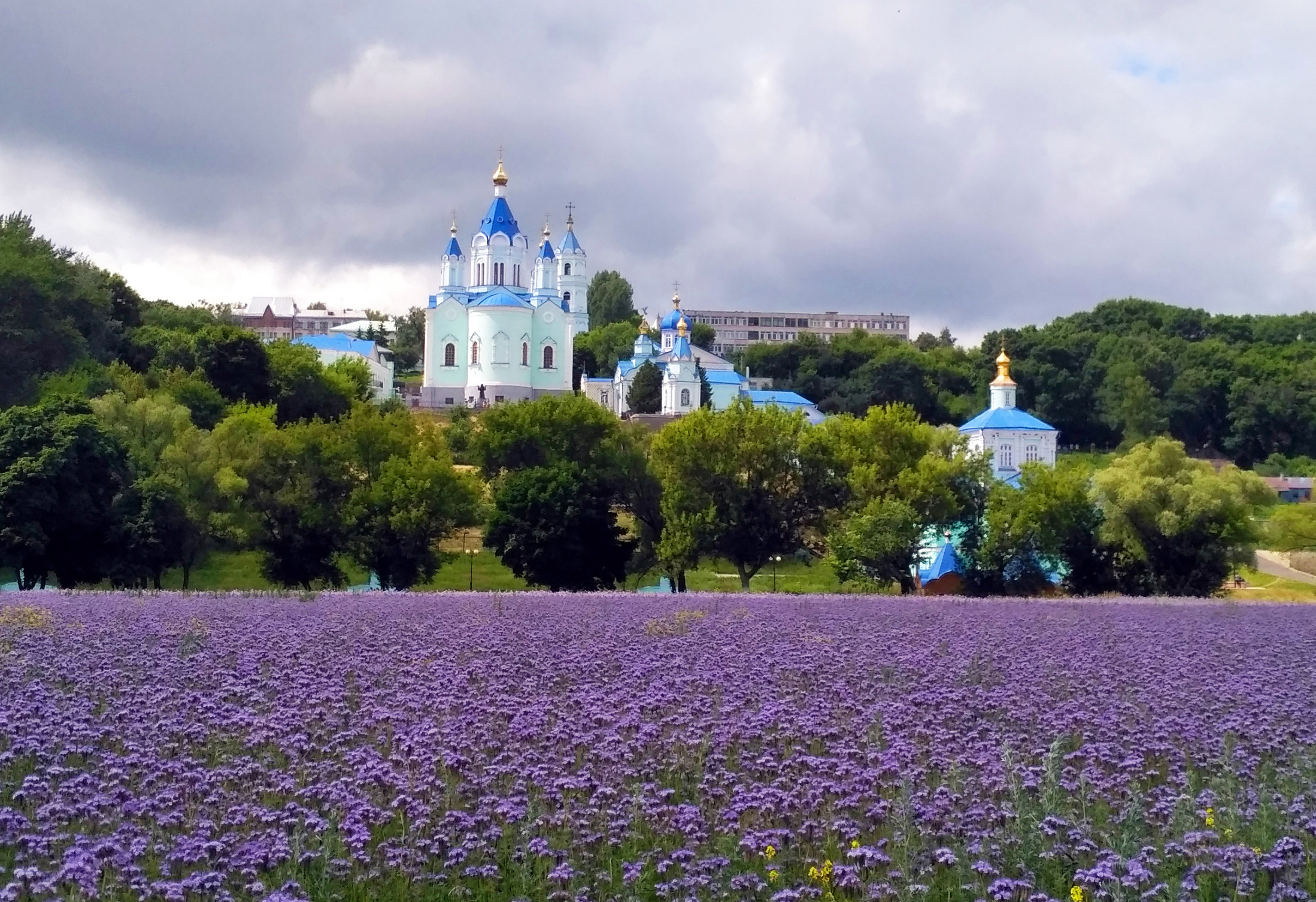
2017.Ermitage Korennaïa